# Lalla Mimouna
Lalla Mimouna è una città del Marocco, nella provincia di Kénitra, nella regione di Rabat-Salé-Kenitra.
La città è anche conosciuta come  Lalla miouna-adachra e Lal-la Mimuna. 